# Teodora Kosara
Teodora Kosara – żona Jana Włodzimierza władcy Dukli i Trawunii, córka cara bułgarskiego Samuela.
Teodora Kosara była córką cara bułgarskiego Samuela i jego żony Agaty, córki Jana Chryzilosa, protevona Dracza. Około 999 roku została wydana za mąż za księcia Dukli Jana Włodzimierza, który przebywał wówczas jako jeniec na dworze Samuela w Prespie. 
W 998 lub 999 Samuel zaatakował ziemie młodego księcia duklańskiego i zdobył bez większego oporu stolicę Dukli. Anektował całe państwo, a jego władcę pojmał i uprowadził do Prespy. Po ślubie car przywrócił mu tron duklański, jednocześnie dzieląc Duklę pomiędzy swego zięcia i jego wuja Dragomira, którego osadził w Trawunii.
Po śmierci Samuela w 1014 roku władzę w państwie bułgarskim objął jego syn Gabriel Radomir, który dwa lata później został zamordowany przez swego kuzyna Iwana Władysława. Nowy car, aby zabezpieczyć się od zachodu wezwał do Prespy swego wasala Jana Włodzimierza. Możliwe że obawiał się z jego strony zemsty za zabicie szwagra. Książę był zdecydowany stawić się na wezwanie cara, ale Teodora Kosara nie ufała mordercy swego brata i obawiając się o życie męża postanowiła jechać w jego zastępstwie. Iwan Władysław przyjął Kosarę tak serdecznie, że w końcu otrzymawszy glejt, gwarantowany dodatkowo przez patriarchę bułgarskiego Dawida, Jan Włodzimierz przybył na dwór cara. Po przybyciu, w dniu 22 maja, został natychmiast ścięty, a car odmówił zgody na pogrzebanie jego ciała. Dopiero liczne cuda dziejące się nad zwłokami księcia skłoniły go do wydania ciała Kosarze.
Teodora Kosara przeniosła zwłoki męża do Dukli i złożyła w cerkwi Przeczystej Marii w Krajinie. Żyła tam następnie jako mniszka i została pochowana u stóp męża, który uznany został za świętego. Dzieje Kosary przekazują kroniki greckie i żywot grecki Jana Włodzimierza wydany drukiem w 1690 w Wenecji oraz Latopis Popa Duklanina, zawierający przełożoną na łacinę skróconą wersję żywota słowiańskiego.